# Rivet
Rivet är en udde på sydligaste Gotland i Sundre socken, söder om Hoburgen. Viken på Rivets östra sida heter Rivviken.
Udden består mestadels av kala strandvallar, längre upp mot Hoburgen finns gammal betesmark som numera vuxit igen med buskvegetation. Stränderna mot Rivviken är i öster ännu betade. I området förekommer en hel del ovanligare växter som ljungsnärja, såpört, alvarglim och kransalvia. Bonnäsåkrarna mellan Digrans och Hoburgen var tidigare beväxta med en rad sällsynta kulturväxter, och delar av området har odlats som allmogeåker. Artrikedomen har dock minskat under 2000-talet.